# Benito Sanz y Forés
Benito Sanz y Forés, španski rimskokatoliški duhovnik, škof in kardinal, * 21. marec 1828, Gandía, Španija, † 1. november 1895, Madrid, Španija.

## Življenjepis
27. marca 1852 je prejel duhovniško posvečenje.
22. junija 1868 je bil imenovan za škofa Ovieda in 8. novembra istega leta je prejel škofovsko posvečenje.
18. novembra 1881 je bil imenovan za nadškofa Valladolida in 31. marca 1882 je bil ustoličen. 30. decembra 1889 je postal nadškof Seville.
16. januarja 1893 je bil povzdignjen v kardinala in imenovan za kardinal-duhovnika S. Eusebio.